# Anzin-Saint-Aubin
Anzin-Saint-Aubin è un comune francese di 2 843 abitanti situato nel dipartimento del Passo di Calais nella regione dell'Alta Francia.

## Società

### Evoluzione demografica
Abitanti censiti